# Drosophila hirtitarsus
Drosophila hirtitarsus är en tvåvingeart som beskrevs av Elmo Hardy 1965. Drosophila hirtitarsus ingår i släktet Drosophila och familjen daggflugor.
Artens utbredningsområde är Hawaii.